# Cranfield, Bedfordshire
Cranfield är en ort och en civil parish i Storbritannien.   Den ligger i kommunen Central Bedfordshire i riksdelen England, i den södra delen av landet, 70 km nordväst om huvudstaden London. Cranfield ligger 112 meter över havet och antalet invånare är 4 909.
Terrängen runt Cranfield är huvudsakligen platt. Cranfield ligger uppe på en höjd. Runt Cranfield är det ganska tätbefolkat, med 248 invånare per kvadratkilometer. Närmaste större samhälle är Milton Keynes, 10,5 km väster om Cranfield. Trakten runt Cranfield består till största delen av jordbruksmark.